# Кузьмино (Дмитриевское сельское поселение)
Кузьмино — деревня в Даниловском районе Ярославской области. Входит в состав Дмитриевского сельского поселения.

## География
Находится в северо-восточной части Ярославской области на расстоянии приблизительно 6 км на юг-юго-запад по прямой от железнодорожного вокзала города Данилова, административного центра района.

## История
В 1859 году здесь (деревня Даниловского уезда Ярославской губернии) было учтено 10 дворов .

## Население
Численность населения: 51 человек (1859 год), 199 (русские 97 %) в 2002 году, 171 в 2010.